# Mel Judah
Mel Judah (Calcutta, 8 oktober 1947) is een in India geboren Australisch professioneel pokerspeler. Hij won onder meer het $1.500 Seven Card Stud-toernooi van de World Series of Poker 1989 (goed voor $130.800,- prijzengeld), het $5.000 Seven Card Stud-toernooi van de World Series of Poker 1997 (goed voor $176.000,-) en het $5.000 No Limit Hold'em Main Event van de World Poker Tour Legends of Poker 2003 (goed voor $579.375,-).
Judah won tot en met oktober 2014 meer dan $3.575.000,- in pokertoernooien, cashgames niet meegerekend. Hij luistert naar de bijnaam The Silver Fox.

## Wapenfeiten
Met meerdere toernooizeges op de World Series of Poker (WSOP) behoort Judah tot een select gezelschap. Daarbij liet hij de kans op nog meer WSOP-titels verschillende keren nipt onbenut. Zo was hij verliezend finalist in zowel het $1.500 Limit Hold'em-toernooi van de World Series of Poker 1990 (achter Mike Hart), het $1.500 Omaha 8 or Better-toernooi van de World Series of Poker 1991 (achter Joseph Becker) als het  $5.000 Seven Card Stud-toernooi van de World Series of Poker 2003 (achter Men Nguyen).
Daarnaast werd Judah ook onder meer nog derde in zowel het Main Event van de World Series of Poker 1997 als het $5.000 7 Card Stud-toernooi van de World Series of Poker 2000 en vijfde in zowel het $5.000 7 Card Stud-toernooi van de World Series of Poker 2002 als het $1.500 Limit Ace to Five Draw-toernooi van de World Series of Poker 2004.
Op de World Poker Tour (WPT) kwam Judah drie maanden na zijn toernooizege in september 2003 ook dicht bij nog een titel. Hij werd toen zesde in het $10.000 WPT No Limit Hold'em Championship van de Bellagio Five-Diamond World Poker Classic 2003.

## Titels
Tot de toernooien die Judah buiten de WSOP en WPT won, behoren onder meer:
- het $1.000 Hold'em-toernooi van de 6th Annual Diamond Jim Brady 1990 ($58.000,-)
- het $1.500 Hold'em-toernooi van de 7th Annual Diamond Jim Brady 1991 ($71.400,-)
- het $500 Seven Card Stud Hi/Lo-toernooi van Legends of Poker 1995 ($17.200,-)
- het $500 Seven Card Stud-toernooi van Legends of Poker 1996 ($15.400,-)
- het $500 Omaha Hi-Lo-toernooi van Legends of Poker 2000 ($23.400,-)
- het A$2.000 Limit Omaha Hi/Lo-toernooi van de Crown Australasian Poker Championships 2003 ($20.676,-)
- het $1.000 Seven Card Stud Hi/Lo-toernooi van de L.A. Poker Classic 2004 ($43.295,-)
- het $970 Seven Card Stud-toernooi van de L.A. Poker Classic 2005 ($41.991,-)
- het $3.000 Pot Limit Omaha-toernooi van de Mirage Poker Showdown 2005 ($36.084,-)
- het £1.250 No Limit Holdem-toernooi van het NPL 2007 Global Poker Circuit ($15.171,-)
- het A$1.000 Limit Omaha Hi/Lo-toernooi van het Aussie Millions Poker Championship 2009 ($21.737,-)
- het A$1.000 No Limit Hold'em - Team Event van het Aussie Millions Poker Championship 2010 ($28.169,-)

## WSOP-titels
| Jaar                       | Toernooi               | Prijs      |
| -------------------------- | ---------------------- | ---------- |
| World Series of Poker 1989 | $1.500 Seven Card Stud | $130.800,- |
| World Series of Poker 1997 | $5.000 Seven Card Stud | $176.000,- |